# Los hijos de Matusalén
Los hijos de Matusalén o Las 100 vidas de Lazarus Long es una novela de ciencia ficción escrita por Robert A. Heinlein, publicada originalmente por entregas en Astounding Science Fiction en los números de julio, agosto y septiembre de 1941. Fue expandida a una novela completa en el año 1958.
Esta novela usualmente se considera como parte integrante de la serie de relatos de la Historia del futuro de Heinlein. Introduce a las Familias Howard, un grupo ficticio de personas que han logrado una esperanza de vida más larga a través de la reproducción selectiva. La nave espacial en esta novela, la Nuevas Fronteras, es descrita en la línea de tiempo de la Historia del futuro como una nave de segunda generación, a continuación de la Vanguardia, la nave usada en las novelas Universo y Sentido común.
De acuerdo a John W. Campbell, la novela originalmente se iba a llamar While the Evil Days Come Not (en castellano: Mientras los malos días no lleguen). Este título provisorio surge de una cita de Eclesiastés que era usada como una contraseña en la segunda página del relato.

## Resumen de la trama
Las Familias Howard nacen a partir de Ira Howard, quien se convirtió en millonario durante la Fiebre del oro de California, pero murió joven y sin hijos. Temiendo la muerte, dejó su dinero para estudios sobre la prolongación de la vida humana, y los albaceas de su testamento cumplieron con sus deseos alentando financieramente a quienes tuvieran abuelos muy longevos a que se casaran entre sí y tuvieran hijos. Mientras las Familias (que para el siglo XXII tenían una esperanza de vida de 150 años) habían mantenido su existencia en secreto, con la ilustración de la sociedad humana bajo el The Covenant (en castellano: El Convenio), ellas deciden revelarse al mundo.
La sociedad rehúsa creer que las Familias Horwad simplemente 'escogieron a sus ancestros sabiamente'. En su lugar insisten en que estas han desarrollado un método para prolongar la vida, y las Familias son perseguidas e internadas. Aunque el administrador del planeta, Slayton Ford, está convencido de que las Familias están diciendo la verdad, no puede evitar esfuerzos para obligar a las Familias Howard a revelar sus (inexistentes) habilidades rejuvenecedoras.
El miembro más viejo de las Familias Howard, Lazarus Long, propone al administrador secuestrar la nave espacial colonizadora Nuevas Fronteras, para que las Familias Howard puedan escapar. Un miembro de las Familias, Andrew Jackson Libby, conocido como "Regla de cálculo" Libby (porque es una calculadora humana), logra inventar una motor estelar que casi alcanza la velocidad de la luz, lo que les permite viajar entre las estrellas en años en vez de siglos. Las Familias dejan el Sistema Solar, y el depuesto Ford se les une en el último minuto.
El primer planeta que descubren tiene habitantes humanoides que parecen amigables y avanzados: sin embargo, como descubren en realidad sólo son animales domésticos que pertenecen a los verdaderos dueños del planeta, seres indescriptibles dotados de poderes igualmente indescriptibles. Cuando los humanos rechazan ser domesticados, son expulsados del planeta y enviados a otro mundo.
El segundo planeta es un ambiente exuberante sin depredadores y con clima templado. Sus habitantes son parte de una mente colmena, con la habilidad mental de manipular el ambiente a nivel genético y molecular. No tiene personalidades independientes, cualquiera que se una a la mente grupal cesa de existir como un individuo único. Esto es evidente cuando Mary Sperling, la segunda persona más vieja de las Familias, se une a la mente grupal en un intento de convertirse en inmortal. Las Familias quedan aún más horrorizadas cuando la mente colmena, en un esfuerzo por ayudarlos, modifica genéticamente al primer bebé nacido en el planeta en una nueva forma alienígena. 
Lazarus convoca a una reunión con las Familias. Declara que los humanos son lo que son porque son individuos, y que no hay lugar para ellos en este mundo. Las Familias votan, y la mayoría decide regresar a la Tierra y reclamar sus derechos. Con la ayuda de la mente colmena, Libby construye un nuevo motor capaz de viajar más rápido que la luz, lo que hará que el regreso tome meses en vez de años.
Las Familias regresan al Sistema Solar setenta y cinco años después de su partida original. Para su sorpresa se encuentran con que en la Tierra una gran longevidad es común. Estimulados por la creencia de que existía una "técnica" específica que explicaba la longevidad de los Howard, los científicos terrestres desarrollaron una serie de tratamientos que extienden la esperanza de vida a varios siglos. Ahora las Familias son libres de retornar, e incluso ellas son bienvenidas debido a su descubrimiento del viaje más rápido que la luz. Gracias a la incrementada esperanza de vida de la humanidad, el Sistema Solar está superpoblado, el viaje más rápido que la luz le permitirá a los emigrantes disminuir el impacto de la explosión demográfica. Libby y Long deciden reclutar a otros miembros de las Familias para ir a explorar el espacio con el nuevo motor.

## Recepción de la crítica
Alva Rogers, en el libro A Requiem for Astounding escribió:

«Lleno de aventuras, conflictos, romance y suficientes ideas casualmente lanzadas para servir de base para otra media docena de relatos.»

En Heinlein in Dimension, Alexei Panshin escribió:

«En muchos sentidos este es un libro importante. Por una parte su tema principal, el problema de escapar a la muerte, es uno que se mantiene introduciendo en los relatos de Heinlein, y por otra, una cantidad sorprendente de ideas brillantes son lanzadas durante el relato de la historia.»

## Reaparición de los personajes en otras novelas de Heinlein
Lazarus Long aparece por primera vez en esta novela. Otras novelas de Heinlein en donde Lazarus Long participa incluyen a Tiempo para amar (Time Enough for Love), El número de la bestia (The Number of the Beast), El gato que atraviesa las paredes (The Cat Who Walks Through Walls) y Viaje más allá del crepúsculo (To Sail Beyond the Sunset).
Andrew "Regla de cálculo" Libby, visto previamente como un adulto joven en el relato "Inadaptado" ("Misfit"), también aparece de manera destacada en esta novela. En Tiempo para amar se dice que Libby se ha convertido en el socio de los viajes espaciales de Lazarus Long, hasta su muerte.

## Premios
Premio Salón de la Fama Prometheus por "Mejor Novela de Ciencia Ficción Libertaria Clásica" (1997).